# Lomo Colorado
Lomo Colorado es una entidad de población perteneciente al municipio de Tacoronte, en la isla de Tenerife —Canarias, España—.

## Toponimia
El barrio toma el nombre de la montaña de Lomo Colorado, sobre cuyas laderas se asienta. Esta elevación, que alcanza su cota máxima en el pico Montaña la Retama con 670 m s. n. m., es un cono volcánico del tipo estromboliano de cuyas laderas orientales se extraían áridos para la construcción.

## Geografía
Se encuentra en la zona media de Tacoronte, a unos dos kilómetros del centro municipal y a una altitud media de 576 m s. n. m.
El barrio cuenta con una iglesia dedicada a la virgen del Carmen, un tanatorio y una plaza pública, así como con algunos comercios, bares y restaurantes.

## Demografía
| Año        | 2000 | 2005 | 2010 | 2015 | 2020 |
| ---------- | ---- | ---- | ---- | ---- | ---- |
| Habitantes | 992  | 1007 | 877  | 812  | 861  |

## Comunicaciones
Se llega al barrio principalmente a través de la calle de El Calvario.

### Transporte público
En autobús —guagua— queda conectado mediante las siguientes líneas de TITSA: 
| Línea | Trayecto                                                | Recorrido     |
| ----- | ------------------------------------------------------- | ------------- |
| 011   | La Laguna - El Sauzal (por C/ El Calvario de Tacoronte) | Horario/Línea |